# Académie roumaine
L'Académie roumaine (en roumain : Academia Română) est une société savante qui concerne les sciences, les arts et la littérature de la Roumanie. L'académie a cent quatre-vingt-un membres perpétuels et de nombreux membres correspondants.

## Histoire

### Prémices et débuts

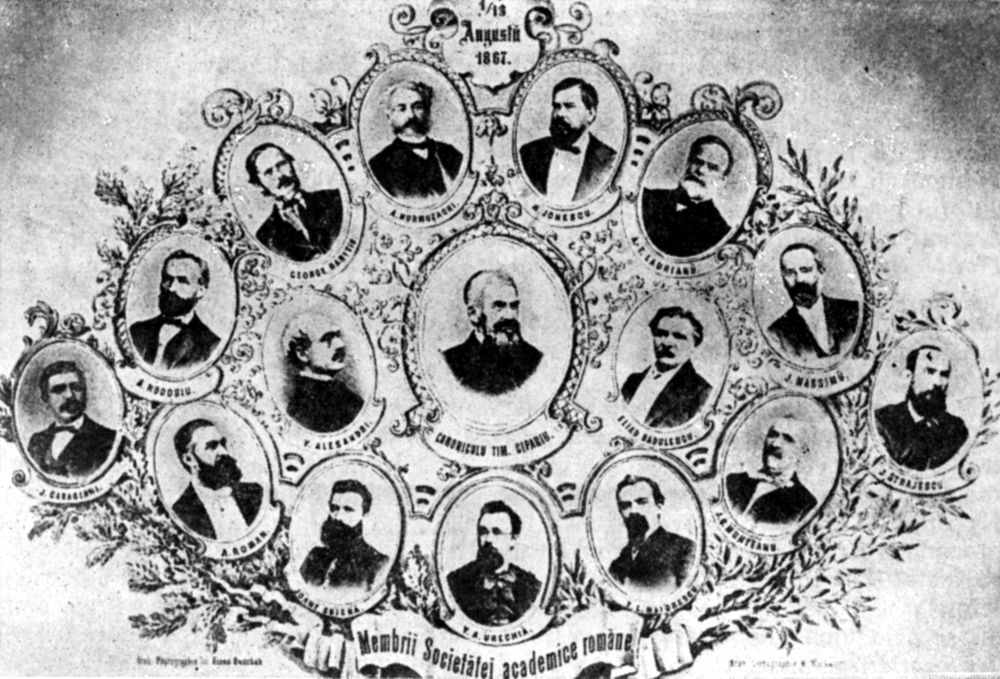
Les membres fondateurs de l'Académie roumaine en 1867.

Les principautés de Valachie et de Moldavie, vassales de l'Empire ottoman mais autonomes, étaient sous l'influence de l'esprit des Lumières depuis le XVIe siècle : leurs voïvodes (Alexandru Lăpușneanu, Radu Șerban, Șerban Cantacuzène et Antioh Cantemir) et des lettrés (Ioan Piuariu-Molnar) y avaient fondé des académies princières (en 1561 à Cotnari en Moldavie, en 1603 à Târgoviște et en 1688 à Bucarest en Valachie, en 1707 à Iași en Moldavie et en 1795 à Alba Iulia en Transylvanie). Ces institutions fusionnent en 1844 en une Société littéraire des Pays roumains, ébauche de l'Académie roumaine, qui en prend ce titre en 1866 sous les auspices d'Ion Heliade Rădulescu et de Vasile Urechea Alexandrescu ; Ion Heliade Rădulescu en fut le premier président. Simultanément, des sociétés académiques sont fondées dans les divers pays à majorité roumanophone, comme celles de Brașov (1821) et de Sibiu en Transylvanie (1861) ou de Cernăuţi en Bucovine (1862). De nombreux académiciens d'avant le régime communiste, formés dans les universités européennes et notamment françaises, furent porteurs d'un savoir et d'un esprit civique, laïc et démocratique, prenant une part active aux progrès politiques et sociaux de l'État roumain durant les huit décennies agitées, mais pluralistes et ouvertes de son histoire antérieure aux dictatures carliste, fasciste et communiste qui se succédèrent durant un demi-siècle entre 1938 et 1989,.

## Rôle
L'Académie roumaine est, en Roumanie, l'instance régulatrice de la langue roumaine, du moins de jure, car de facto, les médias et les entreprises prennent beaucoup de libertés linguistiques, utilisant de plus en plus d'anglicismes. Selon ses règlements, les rôles principaux de l'Académie sont de cultiver la langue et la littérature roumaines, d'étudier l'histoire nationale de la Roumanie et de conduire la recherche scientifique.
L'académie a beaucoup de projets fondamentaux, qui incluent le dictionnaire de la langue roumaine (en roumain : Dicționarul explicativ al limbii Romane) (Dictionnaire explicatif de la langue roumaine), également connu sous le nom de DEX, est le dictionnaire le plus important de la Roumanie ; le dictionnaire de la littérature roumaine, et le traité sur l'histoire des Roumains.
L'académie gère également l'Institut d'archéologie Vasile-Parvan de Bucarest ainsi que la revue d'archéologie Dacia.

## Disciplines de l'Académie roumaine
- Philologie et littérature
- Histoire et archéologie
- Mathématiques
- Physique
- Chimie
- Biologie et sciences de la Terre
- Géométrie
- Technologie
- Agriculture et forêts
- Médecine et pharmaceutique
- Économie, droit et sociologie

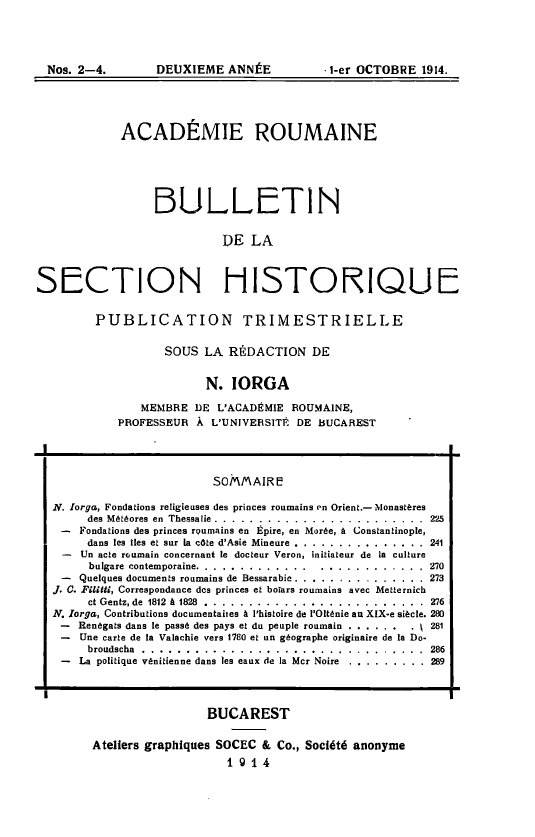
Bulletin de la section historique, octobre 1914.

- Philosophie, théologie, psychologie et pédagogie
- Arts, architecture et arts audiovisuels
- Technique et technologies de l'information

## Présidents
| Depuis 2000              | Depuis 2000 |
| Noms                     | Périodes    |
| ------------------------ | ----------- |
| Ioan Eugen Simion (ro)   | 1998 - 2006 |
| Ionel Haiduc (en)        | 2006 - 2014 |
| Ionel Valentin Vlad (ro) | 2014 - 2017 |
| Cristian Hera (ro)       | 2018 - 2018 |
| Ioan-Aurel Pop (en)      | 2018 -      |

| Avant 2000                              | Avant 2000  |
| Noms                                    | Périodes    |
| --------------------------------------- | ----------- |
| Ion Heliade Rădulescu                   | 1867 - 1870 |
| August Treboniu Laurian premier mandat  | 1870 - 1872 |
| Nicolae Crețulescu premier mandat       | 1872 - 1873 |
| August Treboniu Laurian deuxième mandat | 1873 - 1876 |
| Ion Ghica premier mandat                | 1876 - 1882 |
| Dimitrie Sturdza                        | 1882 - 1884 |
| Ion Ghica deuxième mandat               | 1884 - 1887 |
| Mihail Kogălniceanu                     | 1887 - 1890 |
| Ion Ghica troisième mandat              | 1890 - 1893 |
| George Bariț                            | 1893        |
| Iacob Negruzzi premier mandat           | 1893 - 1894 |
| Ion Ghica quatrième mandat              | 1894 - 1895 |
| Nicolae Crețulescu deuxième mandat      | 1895 - 1898 |
| Petru Poni premier mandat               | 1898 - 1901 |
| Petre Aurelian                          | 1901 - 1904 |
| Ioan Kalinderu                          | 1904 - 1907 |
| Anghel Saligny                          | 1907 - 1910 |
| Iacob Negruzzi deuxième mandat          | 1910 - 1913 |
| Constantin Istrati                      | 1913 - 1916 |
| Petru Poni deuxième mandat              | 1916 - 1920 |
| Dimitrie Onciul                         | 1920 - 1923 |
| Iacob Negruzzi troisième mandat         | 1923 - 1926 |
| Emil Racoviță                           | 1926 - 1929 |
| Ioan Bianu                              | 1929 - 1932 |
| Ludovic Mrazec                          | 1932 - 1935 |
| Alexandru Lăpedatu                      | 1935 - 1938 |
| Constantin Rădulescu-Motru              | 1938 - 1941 |
| Ion Simionescu                          | 1941 - 1944 |
| Dimitrie Gusti                          | 1944 - 1946 |
| Andrei Rădulescu                        | 1946 - 1948 |
| Traian Săvulescu                        | 1948 - 1959 |
| Athanase Joja                           | 1959 - 1963 |
| Ilie G. Murgulescu                      | 1963 - 1966 |
| Miron Nicolescu                         | 1966 - 1975 |
| Theodor Burghele                        | 1976 - 1977 |
| Gheorghe Mihoc                          | 1980 - 1981 |
| Radu Voinea                             | 1984 - 1990 |
| Mihai Corneliu Drăgănescu               | 1990 - 1994 |
| Virgiliu Constantinescu                 | 1994 - 1998 |

## Quelques membres roumains
- Ion Agârbiceanu
- Vasile Urechea Alexandrescu
- Vasile Alecsandri
- Grigore Antipa
- Petre Antonescu
- Tudor Arghezi
- Ana Aslan
- Alexandru Averescu
- Victor Babeș
- Emanoil Bacaloglu
- Mihai Beniuc
- Dan Berindei
- Lucian Blaga
- Ana Blandiana
- Constantin Bosianu
- Gheorghe I. Brătianu
- Nicolae Breban
- Zoe Dumitrescu Bușulenga
- George Călinescu
- Sergiu Celibidache
- Timotei Cipariu (vice-président vers 1866)
- George Coșbuc
- Eugen Coșeriu
- Nicolae Crețulescu
- Miron Cristea
- Ovid Densusianu
- Ambrosiu Dimitrovici
- David Emmanuel
- Mihnea Gheorghiu
- Ion Ghica (président de l'Académie roumaine, quatre fois (1876-1882, 1884-1887, 1890-1893 et 1894-1895))
- Octavian Goga
- Alexandru Graur
- Nicolae Grigorescu
- Ionel Haiduc
- Pantelimon Halippa
- Bogdan Petriceicu Hasdeu
- Iosif Hodoşiu (en)
- Alexandru Hurmuzaki
- Caius Iacob
- Ion Inculeț
- Nicolae Ionescu (vice-président de 1889 à 1892)
- Iorgu Iordan
- Nicolae Iorga
- Mugur Isărescu
- Joseph Juran
- Mihail Kogălniceanu
- Constantin Levaditi
- György Ligeti
- Dinu Lipatti
- Ștefan Luchian
- Titu Maiorescu
- Adrian Marino
- Ion Gheorghe Maurer
- Victor Mercea
- Gheorghe Mironescu
- Grigore Moisil
- Basarab Nicolescu
- Ștefan Niculescu
- Constantin Noica
- Alexandru Odobescu
- George Emil Palade
- Constantin Ion Parhon
- Vasile Pârvan
- Nicolae Paulescu
- Petrache Poenaru
- Marin Preda
- Ilya Prigogine
- Sextil Pușcariu
- Emil Racoviță
- Ion Heliade Rădulescu
- Liviu Rebreanu
- Valeria Guțu Romalo
- Alexandru Roman
- Dumitru Roșca
- Doina Ruști
- Constantin Alexandru Rosetti
- Alexandru Rosetti (en)
- Mihail Sadoveanu
- Alexandru Sahia, nommé à titre posthume
- Marius Sala
- Eugen Simion
- Zaharia Stancu
- Constantin Stere (à titre posthume)
- Constantin Bălăceanu Stolnici
- Carmen Sylva
- Gheorghe Țițeica
- Tudor Vianu
- Alexandru Dimitrie Xenopol
- Duiliu Zamfirescu (vice-président en 1909)

En 1925, Hélène Vacaresco devient la première femme élue membre de l'Académie roumaine.

## Quelques membres étrangers
- Graziadio Isaia Ascoli
- Henri Berthelot
- Marcellin Berthelot
- John Desmond Bernal
- Otto Benndorf
- Pietro Blaserna
- Roland Bonaparte
- Haïm Brezis
- Jérôme Carcopino
- Élie Cartan
- Benedetto Croce
- Franz Cumont
- Felix Dahn
- Gaston Darboux
- Angelo De Gubernatis
- Alain Decaux
- Maurice Druon
- Christian de Duve
- Otto Hahn
- Roman Herzog
- Lawrence Klein
- Grigore Vieru
- Federico Mayor Zaragoza

## Bibliothèques
La bibliothèque de l'Académie roumaine date de 1867. Elle a des annexes à Cluj et lasi, et des centres de recherche à Timisoara et Târgu-Mures.

Bibliothèque centrale et annexes
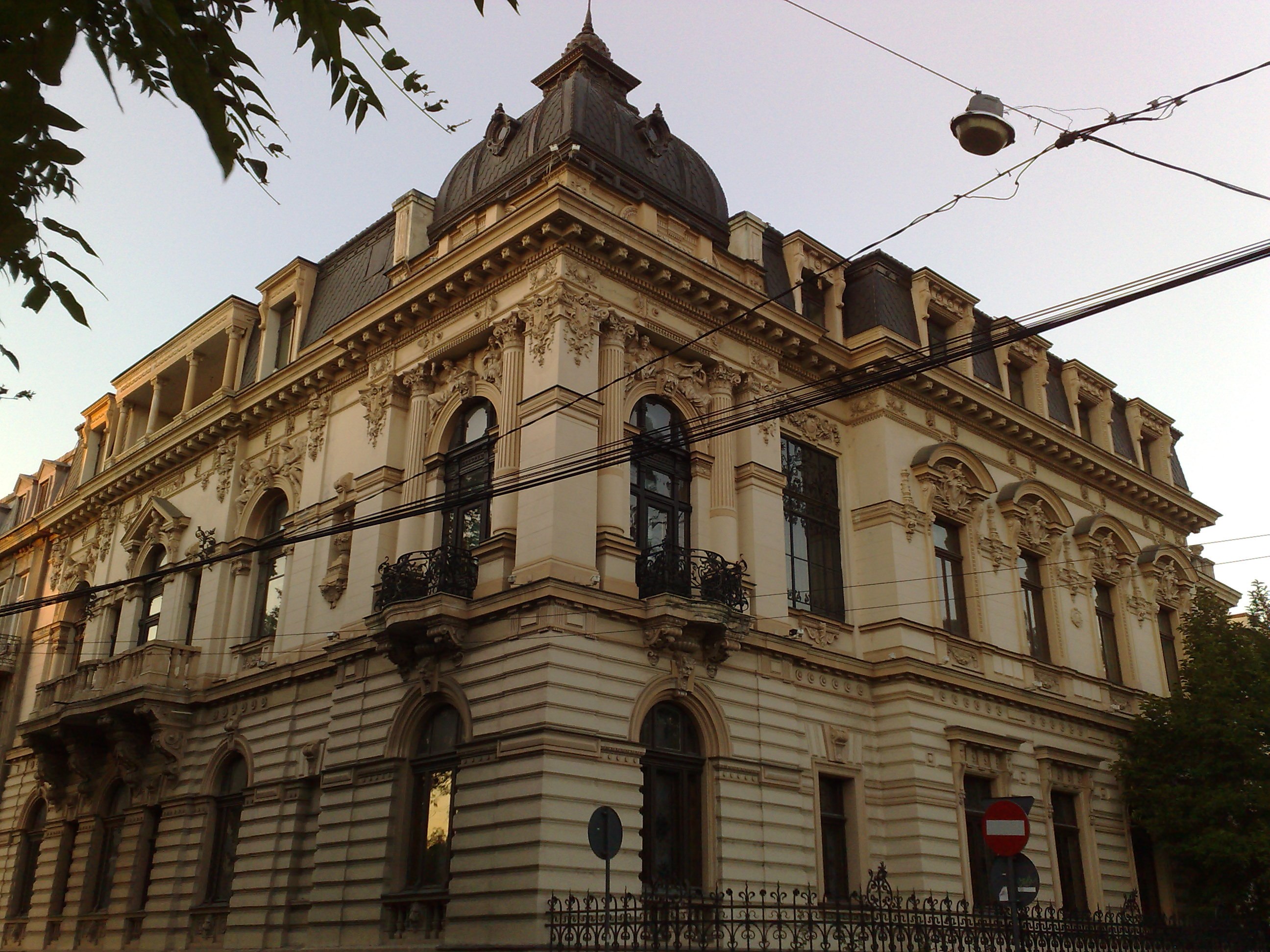
La centrale à Bucarest
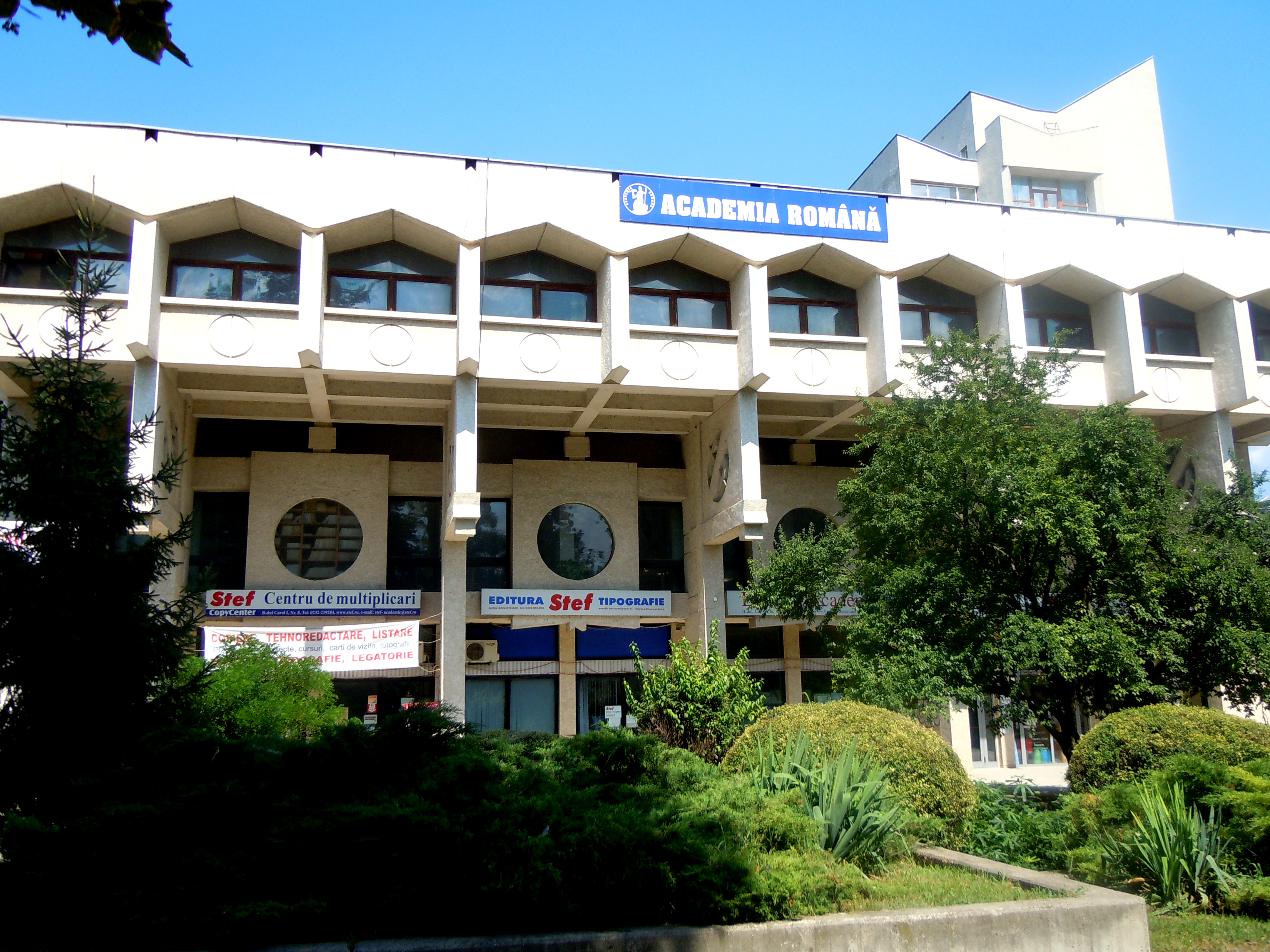
L'annexe de Iasi
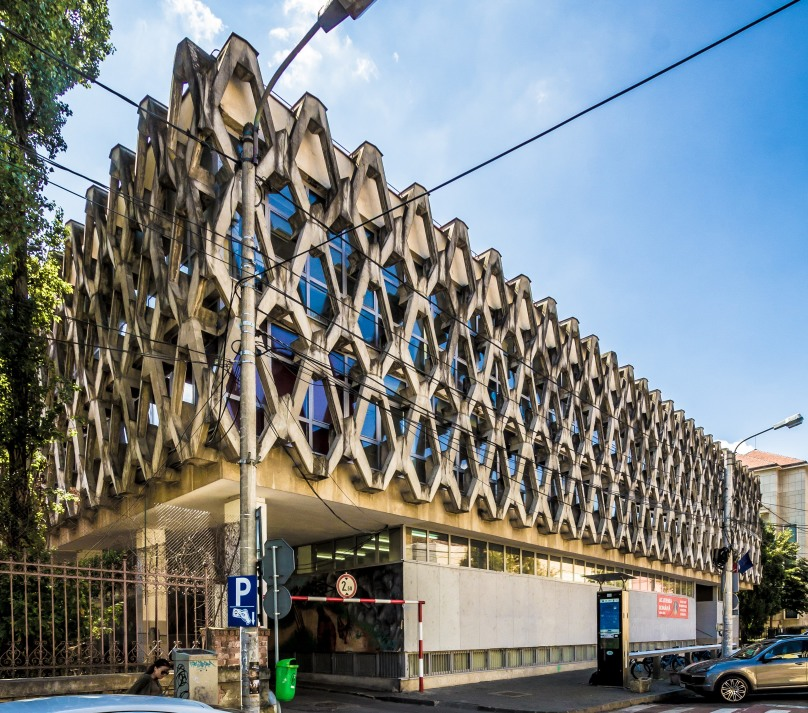
L'annexe de Cluj-Napoca